# Crackerbox Palace
«Crackerbox Palace» — песня Джорджа Харрисона с альбома Thirty Three & 1/3. Вышла в виде сингла в 1977 году и достигла 19-й позиции в американских чартах. Является одной из самых популярных песен Харрисона послебитловского периода творчества.
В 1975 году на музыкальном фестивале в Калифорнии Харрисон встретил человека, очень похожего на юмориста Лорда Бакли (Харрисон был поклонником творчества Бакли в течение многих лет). Это был Джордж Грейф, бывший менеджер Бакли. Грейф пригласил Харрисона посетить бывшее поместье Бакли в Лос-Анджелесе, которое называлось «Crackerbox Palace». Подумав, что это было подходящим названием для песни, Харрисон записал «Crackerbox Palace» на пачке сигарет и позднее написал песню под этим названием. В песне упоминается Джордж Грейф («I met a Mr. Greif») и Лорд Бакли («know that the Lord is well and inside of you»).
20 ноября 1976 года Харрисон появился в качестве музыкального гостя в программе Saturday Night Live. Передачу вёл Пол Саймон, исполнивший «Here Comes The Sun» и «Homeward Bound» вместе с Харрисоном. Музыкальный номер сопровождался промороликом к «Crackerbox Palace», снятым Эриком Айдлом во Фрайар-парке. В фильме кроме Харрисона фигурировал Нил Иннес и другие звёзды.

## Чарты

### Еженедельные чарты
| Чарт (1977)                         | Наивысшая позиция |
| ----------------------------------- | ----------------- |
| Canadian RPM 100                    | 19                |
| Canadian RPM 100 Adult Contemporary | 17                |
| US Billboard Hot 100                | 19                |
| US Billboard Adult Contemporary     | 20                |
| US Cash Box Top 100                 | 17                |

| Чарт (1977)                     | Позиция |
| ------------------------------- | ------- |
| Canadian RPM 100                | 150     |
| US (Joel Whitburn’s Pop Annual) | 128     |